# Bizoprolol
A bizoprolol a béta-blokkolók csoportjába tartozó hatóanyag.

## Hatása
A bizoprolol a hidrofil/lipofil skála középen helyet foglaló magas {\displaystyle \beta _{1}}-szelektivitással rendelkező adrenoreceptor-blokkoló, ami sem intrinsic stimuláló aktivitással (ISA), klinikailag jelentősen nem membránstabilizál. Igen csekély aktivitást mutat a {\displaystyle \beta _{2}}-receptorokhoz mind a bronchusok-, mind az erek, mind az anyagcserében érintett {\displaystyle \beta _{2}}-receptorokon, így a bizoprolol sem a légúti ellenállásra, sem a {\displaystyle \beta _{2}}-mediált anyagcsere-folyamatokra nincs hatással.
{\displaystyle \beta _{1}}-szelektivitása túlterjed a terápiás dózistartományon. A bizoprololnak nincs kifejezett negatív inotróp(en) hatása. A bizoprolol maximális hatását az orális bevételtől számított 3-4 óra múlva éri el. Plazma eliminációs féléletideje 10-12 óra, ennek köszönhetően napi egyszeri adagolás mellett 24 órás hatástartammal rendelkezik. Maximális vérnyomáscsökkentő hatását a bizoprolol általában 2 hét után éri el. Amennyiben olyan koszorúér-betegségben szenvedő betegeknek, akiknek nincs krónikus szívelégtelenségük, akutan adják, a bizoprolol csökkenti a szívfrekvenciát és a verőtérfogatot, ebből eredően pedig a szívteljesítményt és az oxigénfogyasztást. A krónikus kezelés során a kezdetben emelkedett perifériás rezisztencia csökken. Többek között a plazma renin-aktivitás csökkentésével magyarázzák a béta-blokkolók antihipertenzív hatását. A bizoprolol a szív ß-receptorainak blokádján keresztül gátolja a szimpato-adrenerg aktivációra adott választ. Ez a szívfrekvencia és a kontraktilizás csökkenését, ezen keresztül pedig a szívizomzat oxigénfogyasztásának csökkenését eredményezi. Az angina pectoris alapját képező koszorúér-betegségben ezt a hatást célszerű elérni.
A bizoprololnak a propranololhoz hasonló helyi érzéstelenítő tulajdonsága van.

## Farmakokinetika
Felszívódása, hasznosulása  kb. 90%-os. Hatástartama 24 órás.
A májban részben inaktív metabolittá alakul, majd a veséken keresztül választódik ki, részben a veséken keresztül ürül, változatlan formában.

## Készítmények
- BISOBLOCK
- BISOGAMMA
- BISOGEN
- BISOPROLOL HEXAL
- BISOPROLOL SANDOZ
- BISOPROLOL-RATIOPHARM
- Concor (Merck)
- Concor Plus (bizoprolol + hidroklorotiazid)
- CONCOR COR
- Lodoz (Merck)
- Coviogal (TEVA)